# Bhalswa Jahangir Pur
Bhalswa Jahangir Pur là một thị trấn thống kê (census town) của quận North West thuộc bang Delhi, Ấn Độ.

## Nhân khẩu
Theo điều tra dân số năm 2001 của Ấn Độ, Bhalswa Jahangir Pur có dân số 151.427 người. Phái nam chiếm 55% tổng số dân và phái nữ chiếm 45%. Bhalswa Jahangir Pur có tỷ lệ 59% biết đọc biết viết, thấp hơn tỷ lệ trung bình toàn quốc là 59,5%: tỷ lệ cho phái nam là 67%, và tỷ lệ cho phái nữ là 50%. Tại Bhalswa Jahangir Pur, 17% dân số nhỏ hơn 6 tuổi.